# Iabloana, Glodeni
Iabloana este satul de reședință al comunei cu același nume  din raionul Glodeni, Republica Moldova.

## Demografie

### Structura etnică
Structura etnică a satului conform recensământului populației din 2004:
| Grup etnic       | Populație | % Procentaj |
| ---------------- | --------- | ----------- |
| Ucraineni        | 1.443     | 50,49%      |
| Moldoveni/Români | 1.356     | 47,44%      |
| Ruși             | 55        | 1,92%       |
| Găgăuzi          | 1         | 0,03%       |
| Bulgari          | 1         | 0,03%       |
| Alții            | 2         | 0,07%       |
| Total            | 2.858     | 100%        |